# Takamori Saigō

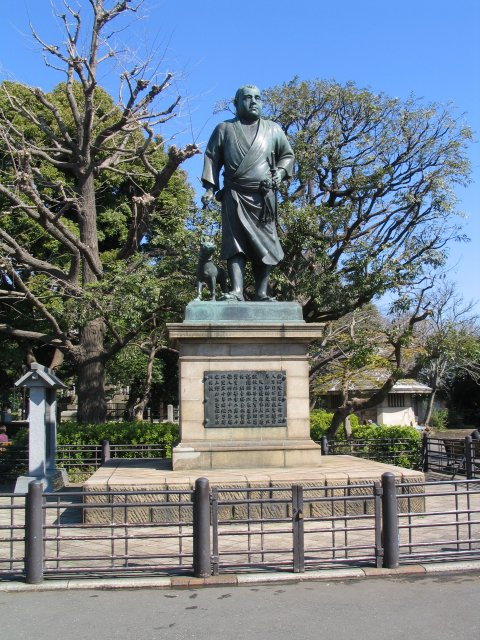
Posąg Saigō w parku Ueno, w Tokio

Takamori Saigō (jap. 西郷 隆盛 Saigō Takamori; ur. 23 stycznia 1828 w Kagoshimie, zm. 24 września 1877) – jeden z najbardziej wpływowych samurajów w historii Japonii, żyjący na przełomie okresów Edo i Meiji.

## Młodość
Saigō urodził się 23 stycznia 1828 roku w Kagoshimie, w ówczesnej prowincji Satsuma (obecnie prefektura Kagoshima). W początkach swojej kariery był pomocnikiem urzędnika w biurze okręgowym. 
W 1854 z rozkazu daimyō Satsumy, Nariakiry Shimazu, wyruszył (wraz ze swoim panem, jako członek świty daimyō) do Edo, aby pomóc Nariakirze w rozmowach dotyczących współpracy pomiędzy rodem Tokugawa i dworem cesarskim. Jednak działania Saigō zostały nagle przerwane z powodu śmierci daimyō Nariakiry oraz wskutek czystek, za którymi stał tairō (minister ery Edo) Naosuke Ii, i które wymierzone były w przeciwników siogunatu. Saigō zbiegł do Kagoshimy, został jednak aresztowany i wygnany na wyspę Amami-Ōshima. Został wezwany do powrotu na początku 1861 roku, tylko po to, aby zostać ponownie wygnanym przez nowego daimyō Satsumy, Hisamitsu Shimazu. Hisamitsu w końcu ułaskawił Saigō w 1864 i wysłał go do Kioto, aby zajął się interesami Satsumy na dworze cesarza.

## Restauracja Meiji

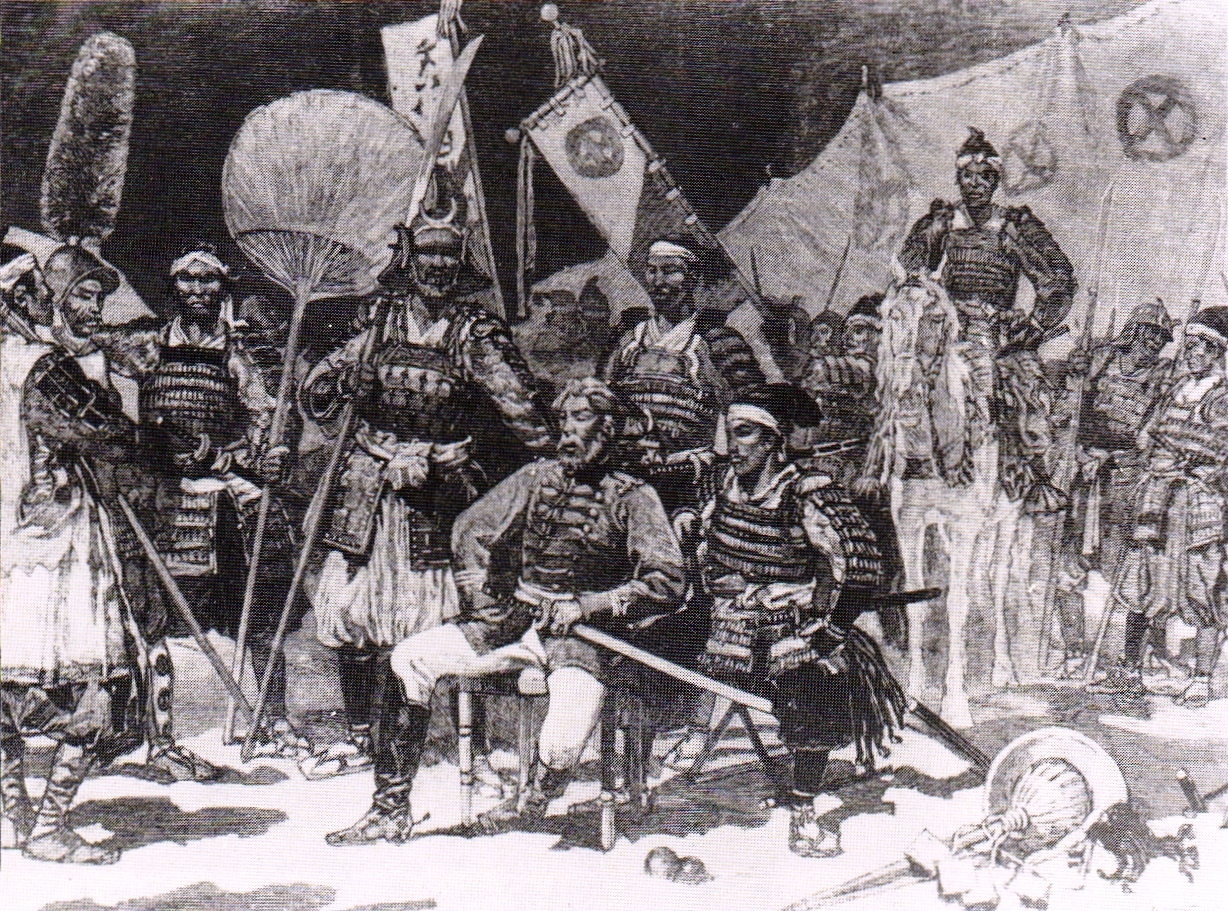
Saigō (w zachodnim mundurze, siedzi) ze swoimi oficerami

Po objęciu dowództwa nad oddziałami Satsumy w Kioto, Saigō szybko zawiązał sojusz z samurajami z Aizu przeciwko siłom rywali z Chōshū i zapobiegł przejęciu przez nich kontroli nad Pałacem Cesarskim. W sierpniu 1864 roku Saigō był jednym z dowódców karnej ekspedycji wysłanej przez Tokugawów przeciw Chōshū, jednak w tajemnicy prowadził on negocjacje z przywódcami Chōshū, co później doprowadziło do zawiązania sojuszu Satchō. Gdy siogunat wysłał kolejną ekspedycję przeciw Chōshū, Satsuma pozostała bezstronna.
W listopadzie 1867 siogun Yoshinobu Tokugawa zrzekł się swego tytułu, oddając władzę w ręce cesarza. Wydarzenie to znane jest jako restauracja Meiji. Saigō był jednym z największych przeciwników wynegocjowanego rozwiązania. Domagał się on pozbawienia Tokugawów ziem i wyjątkowego statusu. Jego bezkompromisowość stała się jedną z przyczyn wynikłej później wojny domowej boshin.
W trakcie wojny boshin Saigō dowodził cesarskimi siłami podczas bitwy pod Toba-Fushimi, po czym poprowadził cesarskie wojska na Edo, gdzie przyjął kapitulację zamku Edo od Kaishū Katsu.

## Okres Meiji
Choć Toshimichi Ōkubo (1831–1878) i wielu innych było bardziej aktywnych i miało większy wpływ na ustanowienie nowego rządu Meiji, rola Saigō pozostała kluczowa, a jego współpraca była niezbędna przy obaleniu systemu han oraz ustanowieniu poborowej armii. Mimo skromnego pochodzenia w 1871 powierzono mu nadzór nad rządem tymczasowym, ustanowionym podczas misji dyplomatycznej, na której czele stał Tomomi Iwakura (1825–1883).
Saigō początkowo nie zgadzał się na modernizację Japonii i rozpoczęcie handlu z Zachodem. Znany był jego sprzeciw wobec budowy kolei. Domagał się, aby pieniądze przeznaczone na ten cel były raczej wykorzystane na modernizację wojska.
Saigō twierdził również, że Japonia powinna wypowiedzieć wojnę Korei, gdyż Korea nie uznawała cesarza Meiji za faktycznego władcę Cesarstwa Japonii. Krytykował on również sposób, w jaki potraktowani zostali japońscy wysłannicy, którzy mieli prowadzić rozmowy w sprawach handlu i stosunków dyplomatycznych. Dla Saigō była to również doskonała okazja do znalezienia zajęcia dla tysięcy „bezrobotnych” samurajów, którzy stracili większość dochodów oraz swą pozycję społeczną po przemianach Meiji, które wprowadziły nowe zasady społeczne i ekonomiczne. Tacy samuraje mogli stanowić zagrożenie dla rządu. Saigō (sam będąc samurajem) rozumiał ich sytuację. W pewnym momencie sam chciał udać się do Korei i sprowokować wypowiedzenie wojny, zachowując się tak, aby zmusić Koreańczyków do zabicia go. Jednak pozostali japońscy przywódcy sprzeciwiali się tym planom, po części z powodów finansowych, a po części dlatego, że zdawali sobie sprawę ze słabości Japonii w porównaniu z państwami zachodnimi, co zrozumieli podczas misji Iwakury. Saigō w ramach protestu zrezygnował ze wszystkich rządowych stanowisk i powrócił do rodzinnej Kagoshimy.

## Wojna na południowym zachodzie (1877)

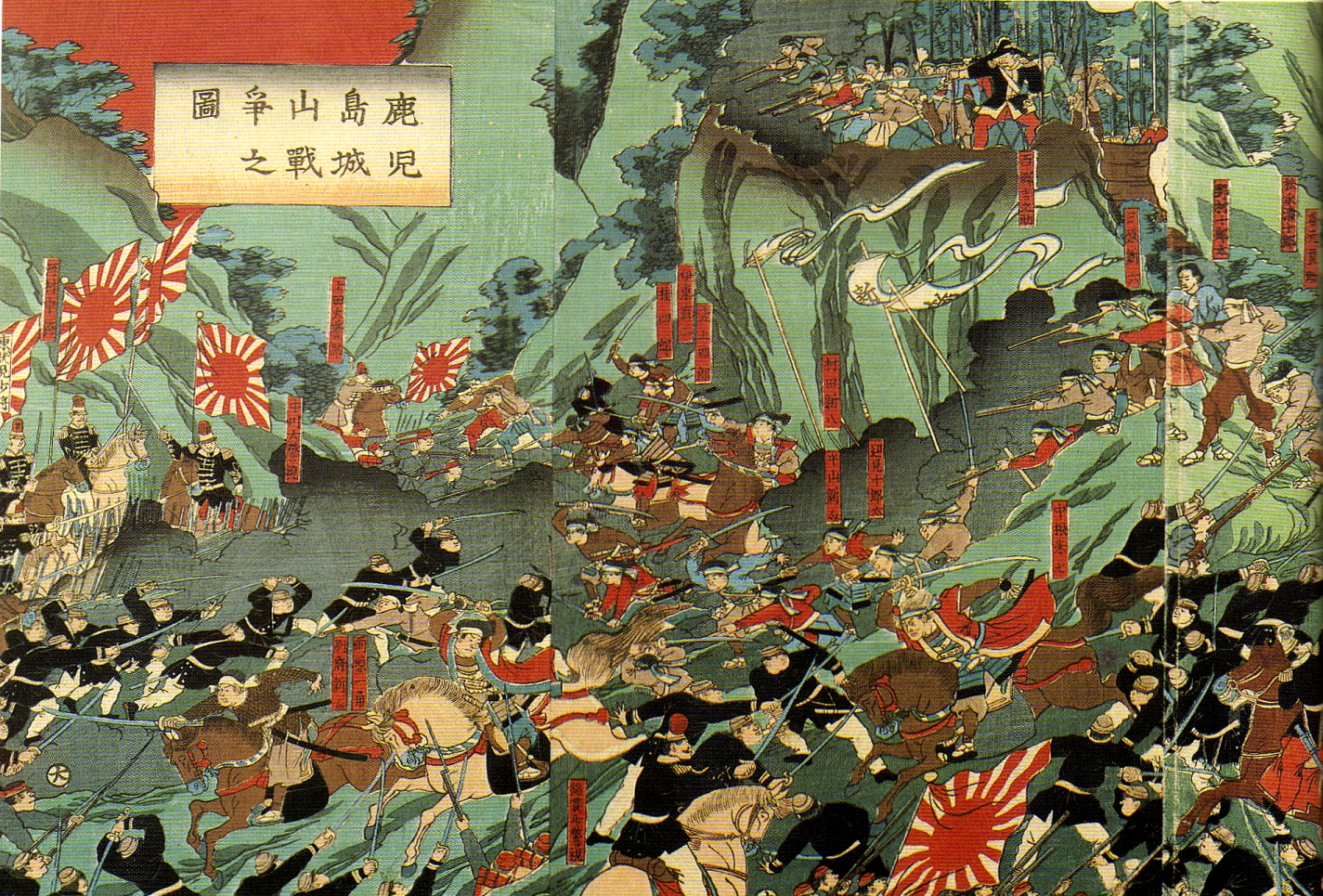
Saigō (u góry, po prawej) dowodzi swymi wojskami w bitwie pod Shiroyamą

Wkrótce potem Saigō założył prywatną szkołę wojskową w Kagoshimie dla wiernych samurajów, którzy także zrezygnowali ze stanowisk, aby razem z nim opuścić Tokio. Niezadowoleni samuraje zdominowali władzę w Kagoshimie, zaś rząd, w obawie przed rebelią, wysłał okręty do Kagoshimy, aby rozbroić tamtejszy arsenał. Jak na ironię to właśnie wywołało otwarty konflikt, jak również fakt zaprzestania wydawania samurajom wynagrodzenia w 1877 roku. Saigō został przywódcą powstania przeciw rządowi.
Bunt został zdławiony w ciągu kilku miesięcy przez oddziały armii cesarskiej liczące 300 tys. samurajów-oficerów oraz poborowych żołnierzy pod dowództwem Sumiyoshiego Kawamury. Siły cesarskie były pod każdym względem nowoczesne, miały do dyspozycji haubice i balony obserwacyjne. Rebeliantów z Satsumy było około 40 tys., jednak do ostatecznej walki podczas bitwy pod Shiroyamą stanęło ich już tylko 400. Mimo że walczyli oni o zachowanie roli samurajów, używali zachodnich sposobów walki oraz broni. Wszystkie ówczesne opisy i wyobrażenia Saigō przedstawiały go ubranego w mundur w zachodnim stylu. Pod koniec walk, głównie przez brak amunicji, musiano uciec się do walki na bliższy dystans z użyciem mieczy, łuków i strzał.
Saigō został śmiertelnie ranny w biodro w czasie walk. Aby nie zostać zabitym bądź schwytanym przez wroga, poprosił swego towarzysza, aby ten odciął mu głowę, by móc zachować honor. W legendach i sztuce przetrwał obraz Saigō popełniającego seppuku, tradycyjną formę samobójstwa, nie wiadomo jednak w jaki sposób zginął naprawdę. Pewne jest jednak, że jego śmierć zakończyła powstanie.

## Legendy dotyczące Saigō
Część legend mówiło o tym, że Saigō wcale nie zginął. Wielu ludzi w Japonii spodziewało się, że Saigō powróci z Indii lub (wraz z carewiczem Mikołajem) z Rosji, aby obalić niesprawiedliwe rządy. Twierdzono również, że jego wizerunek pojawił się na powierzchni komety pod koniec XIX wieku, co miało stanowić zły omen dla jego wrogów. Rząd Meiji, nie mogąc przeciwdziałać uwielbieniu ludzi wobec obrazu tradycyjnych samurajskich wartości jakim był Saigō, zrehabilitował go pośmiertnie 22 lutego 1889 roku.

## Posąg Saigō
Słynny brązowy posąg Saigō stoi w parku Ueno w Tokio. Jego autorem jest Kōun Takamura (1852–1934). Saigō spotkał wybitnego brytyjskiego dyplomatę, Ernesta Satowa w latach 60. XIX wieku, co zostało później opisane w pamiętniku dyplomaty. Satow był obecny przy odsłonięciu pomnika, co również zanotował w swoich pamiętnikach.
Na podstawie wydarzeń z życia Saigō w 2003 roku został nakręcony film pt. Ostatni samuraj.